# به‌لیمو (سرده)
به‌لیمو (نام علمی: Lippia) نام یک سرده از تیره شاه‌پسندیان است.